# Lake Hay
Der Lake Hay ist ein Gebirgssee im Southland District der Region Southland auf der Südinsel von Neuseeland.

## Namensherkunft
Der See wurde nach dem Landvermesser John Hay benannt, der 1883 Vermessungsaufgaben im südlichen Teil von Fiordland übernahm.

## Geographie
Der Lake Hay befindet sich auf einer Höhe von 704 m westlich des Hay River und rund 7,6 km nordwestlich des Lake Hauroko. Der See, der eine Flächenausdehnung von rund 26,8 Hektar besitzt, verfügt über einen Seeumfang von rund 2,88 km. Bei einer Südwest-Nordost-Ausrichtung erstreckt der See über eine Länge von rund 1,09 km und misst an seiner breitesten Stelle rund 420 m in Nordwest-Südost-Richtung.
Gespeist wird der Lake Hay von wenigen kleinen Gebirgsbächen und seine Entwässerung findet am nordöstlichen Ende des Sees über den Hay River statt, der später über den Sphinx Lake in den Lake Hauroko mündet.